# Karlheinz Stockhausen
Karlheinz Stockhausen (Kerpen-Mödrath kraj Kölna, 22. kolovoza 1928. – Kürten-Kettenberg, 5. prosinca 2007.), njemački skladatelj među kritičarima naširoko priznat kao jedan od najvažnijih, ali i najkontroverznijih skladatelja 20. i ranog 21. stoljeća. Poznat je po revolucionarnom radu u elektroničkoj glazbi, uvođenja elementa slučajnosti (aleatorika) u serijalnu glazbu i glazbenoj spacijalizaciji.
Rođen je u Njemačkoj, a studirao je u Kölnu i Parizu. Poznat je po svojim pionirskim skladbama u području elektroničke glazbe. Jedan je od najznačajnih skladatelja 20. stoljeća.
Glavna djela:
- Kontakte (1959-60)
- Trenuci (1962)
- Himne (1967)
- Mantra (1971)
- Svjetlo (1991)